# Hodočasnička crkva u Wiesu
Hodočasnička crkva u Wiesu (njem: Wieskirche) je ovalna rokoko crkva koju je 1740ih izgradio arhitekt Dominikus Zimmermann, koji je svojih posljednjih 11 godina života proveo u njenoj blizini. Crkva se nalazi na brdu u alpskoj pokrajini Steingaden u oblasti Weilheim-Schongau, Bavarska, Njemačka.
Wieskirche je upisana na UNESCOv popis mjesta svjetske baštine u Europi 1983. god., nakon čega su uslijedile godine restauracije (od 1985. do 1991.).

## Povijest
God. 1738., viđene su suze na drvenoj figuri „Ranjenog Spasitelja“, što je prourokovalo dotad neviđenom posjetom hodočasnika u velikom broju i sa svih strana Europe. U svojoj knjizi iz 1779. god., Wahrer Ursprung und Fortgang der Wallfahrt des Gegeißelten Heilands auf der Wies ("Pravi izvori i nastavak hodočašća Izranjenom Spasitelju u Wiesu"), hodočasnički svećenik iz crkve u Wiesu, otac Benno Schröfl, je napisao: "Što se može više reći o ovoj navali milosti, kada je cijela Europa pojurila ovamo: hodočasnici iz Sankt-Peterburga u Rusiji, Göteborga u Švedskoj,  Amsterdama u Nizozemskoj, Kopenhagena u Danskoj, iz Christiansburga (današnji Oslo) u Norveškoj, Nimesa u Francuskoj, Cadiza u Španjolskoj, te da ne spominjem sve njemačke provincije i susjedna kraljevstva?". 
God. 1740., izgrađena je malena drvena kapela kako bi se u njoj smjestila čudesna skulptura (još uvijek stoji pored parkinga) i mnogi koji su se molili ispred skulpture počeli su tvrditi kako su doživjeli čudesno ozdravljenje, što je privuklo još veći broj hodočasnika. Ubrzo je Opatija Steingaden shvatila kako je kapela premala za brojne hodočasnike, te je odlučila naručiti posebno svetište.
Izgradnja je obavljena od 1745. do 1754. god., a unutrašnjost je ukrašena freskama i štukom u tradiciji škole iz Wessobrunnera. „Sve je bilo izvedeno u crkvi na način da je nadnarovno postalo vidljivo. Kipovi i zidne slike su kombinirane kako bi se oslobodilo božansko u vidljivom obliku“.
Njen arhitekt, Dominikus Zimmermann, kada je imao skoro 70 godina, nije se mogao odvojiti od ove crkve, svoga najljepšeg i najkompletnijeg djela. Stoga je u njenoj velikoj blizini sebi napravio kuću gdje je živio do svoje smrti u 81 godini života. Iz zahvalnosti za uspješnu izgradnju crkve, naslikao je votivnu tablu koja pokazuje skruđenog arhitekta kako moli ispred Ranjenog Isusa i potpisao je: "D.Z. Ex voto A. 1757".
Popularno je mišljenje da je početkom 19. stoljeća, tijekom sekularizacije Njemačke, Bavarska vlada htjela ovu crkvu prodati ili srušiti te da su je sačuvali samo prosvjedi lokalnih seljaka. No iz izvora saznajemo kako je odgovorna državna komisija bila za opstanak Wiesea kao hodočasničkog mjesta, čak usprkos prigovora opata Steingadena.
Hodočašće je opstalo do današnjih dana u obliku tihe molitve hodočasnika iz cijeloga svijeta koji u svako doba pohode crkvu. Posljednjih godina je oživjelo i hodočašća u susjedna mjesta molitve poput onog u Weilheim/Schongau, koje svake godine dovede oko 1000 mladih u Wies.

## Odlike
U Crkvi u Wiesu rokoko je doživio svoje savršenstvo. Ovo remek djelo, koje su zajednički stvorila braća Dominikus i Johann Baptist Zimmermann iz Wessobrunna, smatra se jednom od najljepših crkava u južnoj Njemačkoj, a dobilo je i svoje internacionalno priznanje upisom na popis svjetske baštine.
Njena arhitektura je takve kvalitete da se često spominje kao „prostorno čudo“ iz Wiesa, u svemu ravno onom vjerskom zbog kojega hodočasnici dolaze vidjeti crkvu. Rokoko unutrašnjost crkve slavna je po svojim iluzionističkim dekoracijama. U njenom uređenju su sudjelovali brojni, uglavnom provincijski umjetnici, s iznimkom slavnih kao što su Aegid Verhelst i Balthasar Augustin Albrecht. Svi su oni u ovom djelu, uključujući one kao Anton Sturm i Dominikus Zimmermann, nadmašili sva svoja dotadašnja djela. Pa čak i opat samostana u Steingadenu, koji je naručio ovu građevinu, nije očekivao ovakvo zdanje. U njenoj izvedbi se nije štedilo na novcu kako bi se napravila hodočasnička crkva u svom idealnom obliku, a kako je crkva građena u vrijeme racionalizma, svaki, i najmanji, detalj je podrobno isplaniran. Čak i kada se naručivao namještaj, oprema i kaleži, samostan je pokazao kraljevsku darežljivost.
Usprkos lakoći i eleganciji rokoko stila, crkva u Wieseu ima izrazito meditativnu kvalitetu koja dolazi iz prikazanih teoloških tema. Duhovno središte crkve je skulptura Ranjenog Isusa (Jaganjac Božji), teološka tema koja dobiva svoj smisao u središnjoj fresci Uskrsnuća na svodu koja prikazuje Krista koji sjedi na dugi (prijestolje posljednjeg suda i vrta vječnog života

## Vanjske poveznice
- Wieskirche: službene stranice
- UNESCO: Wies